# Tapinillus
Tapinillus is een geslacht van spinnen uit de familie lynxspinnen.

## Soorten[1]
- Tapinillus caldensis (Garcia-Neto, 1989)
- Tapinillus longipes (Taczanowski, 1872)
- Tapinillus purpuratus Mello-Leitão, 1940
- Tapinillus roseisterni Mello-Leitão, 1930